# Liste der Länderspiele der schwedischen Futsalnationalmannschaft der Frauen
Die nachfolgende Liste enthält alle Länderspiele der schwedischen Futsalnationalmannschaft der Frauen, die der Fußballverband von Schweden, der Svenska Fotbollförbundet (SvFF), im Jahr 2017 gegründet hat. Futsal ist die einzige von der FIFA anerkannte Variante des Hallenfußballs. Bisher wurden zehn Länderspiele ausgetragen.

## Länderspielübersicht
Legende
- Erg. = Ergebnis
- n. V. = nach Verlängerung
- i. S. = im Sechsmeterschießen
- abg. = Spielabbruch
- H = Heimspiel
- A = Auswärtsspiel
- * = Spiel auf neutralem Platz
- Hintergrundfarbe grün = Sieg
- Hintergrundfarbe gelb = Unentschieden
- Hintergrundfarbe rot = Niederlage

| Nr.                       | Datum      | Erg. | Gegner      |   | Austragungsort                                   | Anlass                                  | Bemerkungen |
| ------------------------- | ---------- | ---- | ----------- | - | ------------------------------------------------ | --------------------------------------- | --- |
| 1                         | 01.04.2018 | 2:2  | Tschechien  | H | Örebro, Idrottshuset Örebro                      | Freundschaftsspiel                      | Erstes Heimspiel Erstes Unentschieden Erstes Heimunentschieden Höchstes Unentschieden 1 Höchstes Heimunentschieden Erstes Länderspiel gegen Tschechien |
| 2                         | 02.04.2018 | 2:1  | Tschechien  | H | Örebro, Idrottshuset Örebro                      | Freundschaftsspiel                      | Erster Sieg Erster Heimsieg Höchster Heimsieg |
| 3                         | 17.07.2018 | 4:3  | Finnland    | A | Tampere (FIN), Tesoman palloiluhalli             | Freundschaftsspiel                      | Erstes Auswärtsspiel Erster Auswärtssieg Erstes Länderspiel gegen Finnland                                                                             |
| 4                         | 18.07.2018 | 5:4  | Finnland    | A | Tampere (FIN), Tesoman palloiluhalli             | Freundschaftsspiel                      | |
| 5                         | 21.08.2018 | 5:4  | Niederlande | * | Newry (NIR), Newry Leisure Centre                | Europameisterschaft 2019- Qualifikation | Erstes Spiel auf neutralem Platz Erster Sieg auf neutralem Platz Erstes Länderspiel gegen die Niederlande                                              |
| 6                         | 22.08.2018 | 8:3  | Nordirland  | A | Newry (NIR), Newry Leisure Centre                | Europameisterschaft 2019- Qualifikation | Höchster Sieg 2 Höchster Auswärtssieg Erstes Länderspiel gegen Nordirland                                                                              |
| 7                         | 24.08.2018 | 8:3  | Belgien     | * | Newry (NIR), Newry Leisure Centre                | Europameisterschaft 2019- Qualifikation | Höchster Sieg 2 Höchster Sieg auf neutralem Platz Erstes Länderspiel gegen Belgien                                                                     |
| 8                         | 12.09.2018 | 2:2  | Russland    | * | Karlovac (CRO), Školska sportska dvorana Mladost | Europameisterschaft 2019- Qualifikation | Erstes Unentschieden auf neutralem Platz Höchstes Unentschieden 1 Höchstes Unentschieden auf neutralem Platz Erstes Länderspiel gegen Russland         |
| 9                         | 13.09.2018 | 2:3  | Kroatien    | A | Karlovac (CRO), Školska sportska dvorana Mladost | Europameisterschaft 2019- Qualifikation | Erste Niederlage Erste Auswärtsniederlage Höchste Niederlage Höchste Auswärtsniederlage Erstes Länderspiel gegen Kroatien                              |
| 10                        | 15.09.2018 | 5:1  | Slowenien   | * | Karlovac (CRO), Školska sportska dvorana Mladost | Europameisterschaft 2019- Qualifikation | Erstes Länderspiel gegen Slowenien |
| Stand: 16. September 2018 |            |      |             |   |                                                  |                                         | |

## Statistik
In der Statistik werden nur die offiziellen Länderspiele berücksichtigt.
Legende
- Sp. = Spiele
- Sg. = Siege
- Uts. = Unentschieden
- Ndl. = Niederlagen
- Hintergrundfarbe grün = positive Bilanz
- Hintergrundfarbe gelb = ausgeglichene Bilanz
- Hintergrundfarbe rot = negative Bilanz

### Gegner
| Land        | Kontinentalverband | Sp. | Sg. | Uts. | Ndl. | Torverhältnis |
| ----------- | ------------------ | --- | --- | ---- | ---- | ------------- |
| Belgien     | UEFA               | 1   | 1   | 0    | 0    | 8:3           |
| Finnland    | UEFA               | 2   | 2   | 0    | 0    | 9:7           |
| Kroatien    | UEFA               | 1   | 0   | 0    | 1    | 2:3           |
| Niederlande | UEFA               | 1   | 1   | 0    | 0    | 5:4           |
| Nordirland  | UEFA               | 1   | 1   | 0    | 0    | 8:3           |
| Russland    | UEFA               | 1   | 0   | 1    | 0    | 2:2           |
| Slowenien   | UEFA               | 1   | 1   | 0    | 0    | 5:1           |
| Tschechien  | UEFA               | 2   | 1   | 1    | 0    | 4:3           |
| Gesamt      | Gesamt             | 10  | 7   | 2    | 1    | 43:26         |

### Kontinentalverbände
| Kontinentalverband                 | Sp. | Sg. | Uts. | Ndl. | Torverhältnis |
| ---------------------------------- | --- | --- | ---- | ---- | ------------- |
| AFC (Asien)                        | 0   | 0   | 0    | 0    | 0:0           |
| CAF (Afrika)                       | 0   | 0   | 0    | 0    | 0:0           |
| CONCACAF (Nord- und Mittelamerika) | 0   | 0   | 0    | 0    | 0:0           |
| CONMEBOL (Südamerika)              | 0   | 0   | 0    | 0    | 0:0           |
| OFC (Ozeanien)                     | 0   | 0   | 0    | 0    | 0:0           |
| UEFA (Europa)                      | 10  | 7   | 2    | 1    | 43:26         |
| Gesamt                             | 10  | 7   | 2    | 1    | 43:26         |

### Anlässe
| Anlass                                   | Sp. | Sg. | Uts. | Ndl. | Torverhältnis |
| ---------------------------------------- | --- | --- | ---- | ---- | ------------- |
| Europameisterschaft-Qualifikationsspiele | 6   | 4   | 1    | 1    | 30:16         |
| Freundschaftsspiele                      | 4   | 3   | 1    | 0    | 13:10         |
| Gesamt                                   | 10  | 7   | 2    | 1    | 43:26         |

### Spielarten
| Spielart                       | Sp. | Sg. | Uts. | Ndl. | Torverhältnis |
| ------------------------------ | --- | --- | ---- | ---- | ------------- |
| Heimspiele (H)                 | 2   | 1   | 1    | 0    | 4:3           |
| Spiele auf neutralem Platz (*) | 4   | 3   | 1    | 0    | 20:10         |
| Auswärtsspiele (A)             | 4   | 3   | 0    | 1    | 19:13         |
| Gesamt                         | 10  | 7   | 2    | 1    | 43:26         |

### Austragungsorte
| Austragungsort | Land       | Sp. | Sg. | Uts. | Ndl. | Torverhältnis |
| -------------- | ---------- | --- | --- | ---- | ---- | ------------- |
| Karlovac       | Kroatien   | 3   | 1   | 1    | 1    | 9:6           |
| Newry          | Nordirland | 3   | 3   | 0    | 0    | 21:10         |
| Örebro         | Schweden   | 2   | 1   | 1    | 0    | 4:3           |
| Tampere        | Finnland   | 2   | 2   | 0    | 0    | 9:7           |
| Gesamt         | Gesamt     | 10  | 7   | 2    | 1    | 43:26         |

### Spielergebnisse
|      | Gegentore | Gegentore | Gegentore | Gegentore | Gegentore |
| Tore | 0         | 1         | 2         | 3         | 4         |
| ---- | --------- | --------- | --------- | --------- | --------- |
| 0    | -         | -         | -         | -         | -         |
| 1    | -         | -         | -         | -         | -         |
| 2    | -         | 1         | 2         | 1         | -         |
| 3    | -         | -         | -         | -         | -         |
| 4    | -         | -         | -         | 1         | -         |
| 5    | -         | 1         | -         | -         | 2         |
| 6    | -         | -         | -         | -         | -         |
| 7    | -         | -         | -         | -         | -         |
| 8    | -         | -         | -         | 2         | -         |